# Jelly Jamm
Jelly Jamm es una serie animada de televisión en animación digital creada por Carlos Vermut, David Cantolla y Víctor M. López en coproducción con RTVE.
La serie es una comedia musical dirigida al público infantil que narra las aventuras de los personajes que viven en Jammbo, un planeta mágico donde surge toda la música del universo. La banda sonora juega un importante papel en todos los capítulos y fue compuesta por Guille Milkyway, líder del grupo indie La Casa Azul.
La serie fue estrenada el 5 de septiembre de 2011 en Reino Unido por Cartoonito, y dos meses más tarde en España por Clan. En total llegaron a producirse 78 episodios en dos temporadas hasta su final en junio de 2013. Los responsables firmaron acuerdos de distribución con Turner y ZooMoo para su emisión internacional en más de 150 países, así como un contrato con Bandai para la venta de merchandising.

## Historia
Los orígenes de Jelly Jamm se remontan a 2008, poco después de que David Cantolla y Víctor M. López abandonaran Zinkia Entertainment tras el éxito de Pocoyó. El primero había fundado la agencia interactiva Secuoyas, mientras que el segundo creó la productora Vodka Capital. Por otra parte, el responsable de la idea es el historietista Carlos L. del Rey, quien años después desarrollaría una prolífica carrera como director bajo el seudónimo Carlos Vermut.
Cantolla y López convencieron a RTVE para coproducir una serie de dibujos de temática musical, dirigida a un público entre 3 y 7 años. Desde el primer momento se quiso hacer con animación digital, por lo que se fundó un nuevo estudio con sede en Segovia, 737 Shaker, en el que llegaron a trabajar más de 80 personas. Y después de hacer rediseños sobre el piloto y atraer a inversores privados, en octubre de 2010 firmaron un acuerdo de distribución mundial con Turner Broadcasting (los dueños de Cartoon Network).
Cada capítulo de Jelly Jamm pretende educar en valores a través de la música y la creatividad. El autor de la banda sonora original (compuesta en español e inglés) es Guille Milkyway, creador del grupo La Casa Azul, mientras que las versiones para el doblaje de América Latina corren a cargo de la banda mexicana Liquits. De igual modo, el sello Elefant Records recurrió a grupos representados por ellos para interpretar las canciones en otros idiomas.
Jelly Jamm se estrenó primero en Reino Unido, el 5 de septiembre de 2011 por Cartoonito, y semanas después en España a través de Clan TVE. La serie tuvo buena acogida entre el público objetivo español, con una cuota de pantalla del 31% entre niños preescolares y un 17% entre seis y nueve años. En total se produjeron dos temporadas y 78 episodios; el último fue estrenado el 27 de junio de 2013.

## Argumento
La acción de Jelly Jamm transcurre en Jammbo, un planeta mágico del que proviene toda la música del universo. Los protagonistas son una pandilla de niños, con personalidades muy distintas entre sí, que viven toda clase de aventuras relacionadas con la música y la creatividad. El mercado objetivo de la serie son niños en edad preescolar hasta los 7 años.

### Personajes
La siguiente lista solo recoge a los cinco protagonistas de la pandilla:
- Bello: el líder del grupo, es un chico de color rojo que destaca por su energía y curiosidad. De personalidad muy alegre, le apasionan el baile y los cómics.
- Goomo: un chico de color fucsia sensible, tranquilo y simpático. Le gusta encontrar soluciones a los problemas, pero lo hace siempre por sentimiento en vez de reflexionar. Es el mejor amigo de Bello.
- Mina: una chica de color celeste con cabello largo y con acento alemán o ruso. Es muy inteligente y le entusiasma la investigación, algo útil ante las situaciones más adversas.
- Rita: una niña de color rosa, la más pequeña y joven de la pandilla. Aunque es alguien bastante dulce y cariñosa, también puede resultar muy impulsiva y traviesa. No se separa de «Princesa», su muñeca de trapo.
- Ongo: un niño de color púrpura, el más alto y mayor de la pandilla, y que apenas habla: solo se comunica a través de gestos, baile y efectos de sonido. Se trata del músico más hábil del quinteto.

Además existen otros personajes secundarios. Los más importantes son los Dodos, unas criaturas cilíndricas que trabajan en la factoría musical y producen el sonido necesario para mantener la vida del planeta. Jammbo está gobernado por dos reyes con personalidades muy diferentes entre sí: mientras el Rey es inmaduro e infantil, la Reina es quien más se preocupa por la factoría y funciona como guía moral del grupo.

## Actores de voz
| Personaje | Doblaje original Reino Unido | Doblaje de España · España | Doblaje de América Latina · México |
| --------- | ---------------------------- | -------------------------- | ---------------------------------- |
| Bello     | Lizzie Waterworth-Santo      | Chelo Vivares              | Iván Bastidas                      |
| Mina      | Emma Waver                   | Isacha Mengíbar            | Gaby Ugarte Xóchitl Ugarte         |
| Rita      | Isabella Blake-Thomas        | Sara Heras                 | Melissa Gedeón Annie Rojas         |
| Goomo     | Maria Darling                | Chelo Molina               | Ethien Desco Emilio Treviño        |
| Ongo      | Dee Bradley Baker            | Óscar Flores               | Bruno Coronel                      |
| Rey       | Adam Longworth               | Héctor Garay               | Francisco Colmenero                |
| Reina     | Beth Chalmers                | Yolanda Pérez Segoviano    | Alma Juárez                        |

## Episodios
Cada episodio de Jelly Jamm dura 11 minutos y están distribuidos en dos temporadas: la primera tiene 52 capítulos, mientras que la segunda es de 26 capítulos. La serie se mantuvo en producción desde 2011 hasta 2013. Aunque hay un orden de producción, todos los episodios son autoconclusivos. Clan lanzó la serie en España el 7 de noviembre de 2011. Sin embargo, el país que estrenó Jelly Jamm a nivel mundial fue Reino Unido, el 5 de septiembre del mismo año, por el canal temático Cartoonito.
Todos los episodios están disponibles gratis a través del canal oficial de Jelly Jamm en YouTube, así como en la plataforma digital de Clan en RTVE.es.
| Temporada | Temporada | Episodios | España   | España |
| Temporada | Temporada | Episodios | Comienzo | Final  |
| --------- | --------- | --------- | -------- | ------ |
|           | 1         | 52        | 2011     | 2012   |
|           | 2         | 26        | 2012     | 2013   |